# Georges Harris
Georges Harris – belgijski kierowca wyścigowy.

## Kariera
W wyścigach samochodowych Harris poświęcił się głównie startom zaliczanym do klasyfikacji Mistrzostw Świata Samochodów Sportowych. W latach 1957 i 1962 Belg pojawiał się w stawce 24-godzinnego wyścigu Le Mans. W pierwszym sezonie startów odniósł zwycięstwo w klasie S 2.0, a w klasyfikacji generalnej był siódmy. Pięć lata później powtórzył ten sukces w klasie E 1.3.